# Ann Peel
Ann Peel (Canadá, 27 de febrero de 1961) es una atleta canadiense retirada especializada en la prueba de 3 km marcha, en la que consiguió ser medallista de bronce mundial en pista cubierta en 1987.

## Carrera deportiva
En el Campeonato Mundial de Atletismo en Pista Cubierta de 1987 ganó la medalla de bronce en los 3 km marcha, con un tiempo de 12:38.97 segundos, tras la soviética Olga Krishtop y la italiana Giuliana Salce (plata).